# 마누바주

마누바주의 위치

마누바주(영어: Manouba Governorate, 아랍어: ولاية منوبة)는 튀니지 북부에 있는 주로, 주도는 마누바이다. 면적은 1,137km2이며, 인구는 336,000명(2004년)이다.